# 山鹿市立鹿北小学校
山鹿市立鹿北小学校（やまがしりつかほくしょうがっこう）は、熊本県山鹿市鹿北町四丁にある公立小学校。

## 沿革
- 2013年
  - 4月1日 - 山鹿市立岳間小学校、山鹿市立岩野小学校、山鹿市立広見小学校が統合し開校。
  - 4月8日 - 開校記念式典と第1学期始業式を挙行。

## 通学区域
- 山鹿市の旧鹿本郡鹿北町域全域

## 進学先中学校
- 山鹿市立鹿北中学校